# 2021年東南アジア競技大会
2021年東南アジア競技大会(ベトナム語: Đại hội Thể thao Đông Nam Á 2021）は、2022年5月12日から23日までベトナムのハノイとその周辺で開催された東南アジア競技大会である。第31回東南アジア競技大会、第31回SEAゲーム、ベトナム2021としても知られる。
東南アジア競技大会は隔年に開催される国際総合競技大会で、当初は2021年11月21日から12月2日まで開催される予定であったが、ベトナムでのCOVID-19パンデミックにより日程変更された。
オリンピックに倣って前回の2019年大会よりも少ない40種類の競技の526試合が行われた。ベトナムがこの大会を主催するのは2003年に続いて2回目である。ベトナムは2015年に2018年アジア競技大会の開催地を財政的な理由で返上している。
開催国のベトナムは19年ぶりに総合優勝し、金メダル205個（過去最多）、銀メダル125個、銅メダル106個の合計446個のメダルを獲得した。タイ、インドネシア、フィリピン、シンガポールがこれに続く。